# Kulturbüro des Rates der EKD

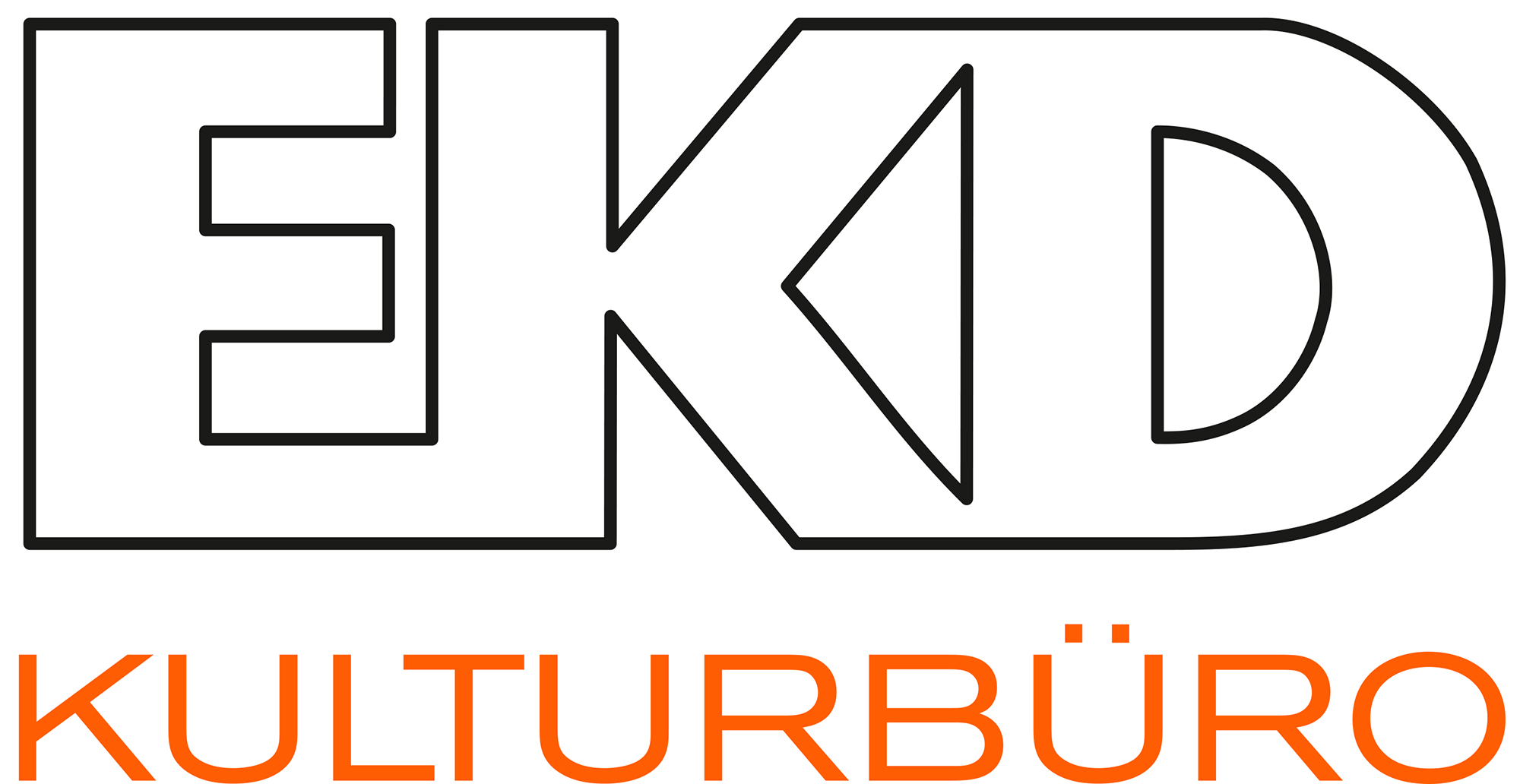
Logo Kulturbüro des Rates der EKD

Das Kulturbüro des Rates der EKD verantwortet das kulturelle und kulturpolitische Engagement der Evangelischen Kirche in Deutschland (EKD). Es ist 2006 eingerichtet worden und hat seinen Sitz in Berlin. Seit 2016 ist Johann Hinrich Claussen Kulturbeauftragter der Evangelischen Kirche in Deutschland (EKD) und damit Leiter des Büros.

## Anliegen
Das Kulturbüro des Rates der EKD agiert in verschiedenen Themenfeldern, die das kulturelle Engagement der EKD in der Vielfalt der Künste bis zu Gedenkkultur und Bildungsprojekten abbilden. Schwerpunkte sind der Dialog mit den Kunst- und Kulturschaffenden, die Stärkung und Professionalisierung der innerkirchlichen Kulturarbeit, Publikationen zu Themen der Zeit sowie eigens durch das Kulturbüro initiierte Kulturprojekte. Diese stellen in der Regel Pilotprojekte dar und haben in Kooperation mit verschiedensten Kulturträgern eine wichtige Brückenfunktion in die Gesellschaft. Darüber hinaus agiert das Kulturbüro des Rates der EKD im medialen Bereich und in der kulturellen Bildung. Der kulturpolitische Bereich wird durch die Zusammenarbeit mit den prägenden Kultureinrichtungen bundesweit bestimmt. Seit 2022 ist das Kulturbüro des Rates der EKD für den Evangelischen Kirchbautag zuständig.

## Impulse
Zu folgenden Gedenkveranstaltungen konnte das Kulturbüro bereits wichtige Anstöße geben oder ist in die Organisation mit einbezogen:
| - Paul-Gerhardt-Jahr 2007 - Hugo-Distler-Gedenken 2008 - Calvin-Jahr 2009 - 20 Jahre Mauerfall 2009 - Reformation und Musik 2012 | - Reformation und Politik - In Spirit 2014 - Reformation – Bild und Bibel 2015 - Sharing Heritage 2018 - Landgut Kulturgut 2019-2021 - #anstanddigital 2020 |

## Publikationen
- 366+1 – Kirche klingt (Hrsg. Petra Bahr, Klaus-Martin Bresgott und Andreas Schoelzel, Berlin 2013)
- Leonhard Lechner – Mein süße Freud auf Erden, CD (Athesinus Consort Berlin, 2013)
- Frank Schwemmer – Perlmuttfalter, CD (Athesinus Consort Berlin, 2014)
- Fahrradkarte: Kirchen erkunden – Fahrrad-Routen durch die Kirchenlandschaft der Mecklenburgischen Seenplatte (Hrsg. Klaus-Martin Bresgott, Klemmer-Verlag, Waren 2014)
- Chorbuch Leonhard Lechner (Hrsg. Klaus-Martin Bresgott, Stuttgart 2014)
- Der Mann, der die geheimen Melodien hört – Katalog zur gleichnamigen Ausstellung (Hrsg. Klaus-Martin Bresgott und Helga Thieme, Güstrow 2014)
- Kirche für Kinder – Leporello (Hrsg. Klaus-Martin Bresgott, Berlin 2014)
- In Spirit 2014, CD (Edition Jazz aus Kirchen und Kulturbüro des Rates der EKD, Berlin 2014)
- Hugo Distler: Die Weihnachtsgeschichte op. 10 (Hrsg. Klaus-Martin Bresgott, Stuttgart 2015)
- Sehen lernen – Die Sprache der Künste in der Welt der Kirche (Band 1) (Hrsg. Klaus-Martin Bresgott, Berlin 2015)
- Weihnachtslieder aus aller Welt Vol. 2, CD (Athesinus Consort Berlin, Stuttgart 2015)
- Hugo Distler – Die Weihnachtsgeschichte, CD (Athesinus Consort Berlin, Stuttgart 2015)
- Sehen lernen – Bilder und Symbole in der Welt der Kirche (Band 2) (Hrsg. Klaus-Martin Bresgott, Berlin 2016)
- Reformation – die 95 wichtigsten Fragen (Johann Hinrich Claussen, München 2016)
- Luthers Lieder, Doppel-CD und Buch (Athesinus Consort Berlin, Sophie Harmsen, KMD Matthias Ank, Stuttgart 2016)
- Reformation 2017 – eine Bilanz (Hrsg. Johann Hinrich Claussen, Stefan Rhein, Leipzig 2017)
- Das Buch der Flucht. Vierzig Stationen der Bibel (Johann Hinrich Claussen, München 2018)
- Samuel Scheidt – cantiones sacrae (Athesinus Consort Berlin, Stuttgart 2018)
- Das Land Fontanes (Johann Hinrich Claussen, Klaus-Martin Bresgott, Bonn 2019)
- Neue sakrale Räume, 100 Kirchen der klassischen Moderne (Klaus-Martin Bresgott, Zürich 2019)
- Über den Takt in der Religion (Johann Hinrich Claussen, Stuttgart 2020)
- Die seltsamsten Orte der Religionen (Johann Hinrich Claussen, München 2020)
- Lieb, Leid und Zeit und Ewigkeit (Hrsg. Klaus-Martin Bresgott, Johann Hinrich Claussen, Berlin 2020)
- Erkannt, Benannt – Quartett-Kartenspiel (Hrsg. Klaus-Martin Bresgott, Berlin 2021)
- Kirche für Kinder – Quartett-Kartenspiel (Hrsg. Klaus-Martin Bresgott, Berlin 2021)
- 432, CD (Athesinus Consort Berlin, 2021)
- Für sich sein. Ein Atlas der Einsamkeiten (Johann Hinrich Claussen, Ulrich Lilie, München 2021)
- Eine kleine Geschichte der Engel (Hrsg. Klaus-Martin Bresgott, Berlin 2021)
- Christentum von Rechts (Johann Hinrich Claussen, Martin Fritz, Andreas Kubik, Rochus Leonhardt, Arnulf von Scheliha, Tübingen 2021)
- Wir bauen unsere Kirche (Hrsg. Klaus-Martin Bresgott, Berlin 2022)
- Sexualisierte Gewalt in der evangelischen Kirche. Wie Theologie und Spiritualität sich verändern müssen (Hrsg. Johann Hinrich Claussen, Freiburg 2022)
- Sehen lernen – Werke und Formen in der Welt der Kirche (Band 3) (Hrsg. Klaus-Martin Bresgott, Berlin 2023)

(Quelle:)